# Microsania boycei
Microsania boycei är en tvåvingeart som beskrevs av Chandler 1994. Microsania boycei ingår i släktet Microsania och familjen svampflugor. Inga underarter finns listade i Catalogue of Life.